# 鹿児島七ツ島メガソーラー発電所
鹿児島七ツ島メガソーラー発電所（かごしまななつじまめがそーらーはつでんしょ）は、鹿児島県鹿児島市七ツ島二丁目にある太陽光発電所である。

## 概要
2012年9月3日に着工、 2013年10月31日に竣工した。発電出力は70MWで、運転開始時点では日本の太陽光発電所で最大であった。およそ鹿児島県の2.2%、鹿児島市内の8.8%に相当する電力を発電する。
140基のパワーコンディショナーと敷地内の変圧器で交流6.6 kV に昇圧し、約400m離れた五位野変電所に地下埋設した送電線で送電され、九州電力に全て売電される。一日平均の売電価格は約800万円。

## 発電設備
- 面積：約127万m2
- パネル枚数：約29万80枚
- パネル：京セラ製
- 発電出力：70MW
- 年間発電電力：約78,800MWh（一般家庭 約22,000世帯分）
- 年間二酸化炭素削減量：約25,000t
- 運転開始：2013年11月1日

## 鹿児島七ツ島ソーラー科学館

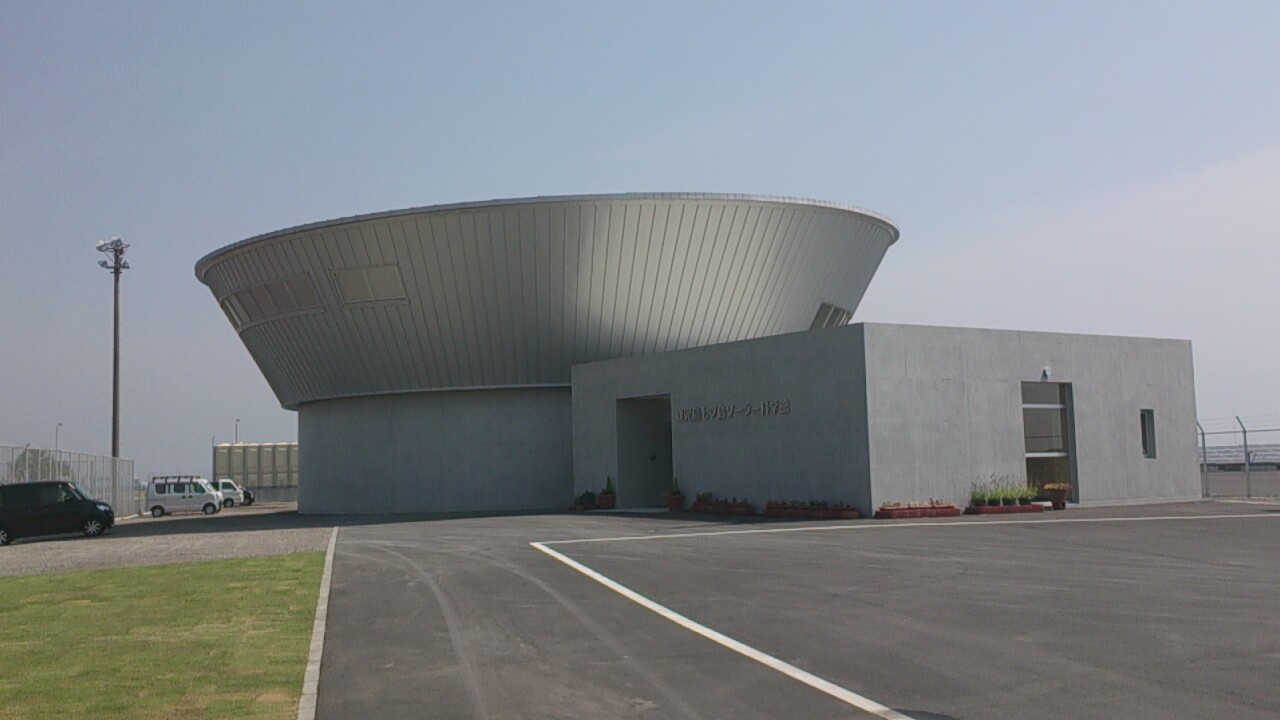
鹿児島七ツ島ソーラー科学館

鹿児島七ツ島ソーラー科学館（かごしまななつじまそーらーかがくかん）は、鹿児島七ツ島メガソーラー発電所の隣に位置し、発電所の概要やソーラーパネルなどについて解説、展示する見学施設である。展望所やソーラーに関するクイズもある。

### 施設
- 太陽の巨大な力
- 地球環境とエネルギー
- 再生可能エネルギー 太陽光発電
- 鹿児島のエネルギー
- ソーラークイズ

### 利用案内

#### 開館時間
- 10：00 - 16:00

#### 休館日
- 月・火曜日、年末年始（12月29日 - 1月3日）

### アクセス
- 鹿児島中央駅から車で30分
- 坂之上駅から車で10分
- 五位野駅から徒歩35分